# Damalis centurionis
Damalis centurionis là một loài ruồi trong họ Asilidae. Damalis centurionis được Oldroyd miêu tả năm 1972. Loài này phân bố ở miền Ấn Độ - Mã Lai.